# René Cazet
Pour les articles homonymes, voir Cazet.
 (novembre 2024).
René Cazet, fut maire de Tours de 1658 à 1659, seigneur d'Aligné. Conseiller du roi, trésorier de France au bureau des finances de la généralité de Tours.

## Biographie
Il est le cousin germain de l'évêque Louis Cazet et le neveu du plénipotentiaire François Cazet de Vautorte, et le fils de François Cazet, conseiller au parlement de Bretagne, et de Jeanne Marest. Il ne laissa d'enfants ni de Catherine de Boisard ni de Marguerite Taschereau.
Au point de vue nobiliaire, René Cazet, sieur de la Grange, lieutenant du prévôt des maréchaux de France à Mayenne, déclare, en 1666, renoncer pour l'avenir à prendre le titre d'écuyer. Jacques Cazet et François, son fils, présidents au grenier à sel de Laval, qui prétendaient avoir droit au même titre d'écuyer comme descendants de Jean Cazet, président au parlement de Bretagne, furent déboutés par les enquêteurs de 1666. Jean Cazet, sieur de Rançon, et René, son frère, maire de Tours, furent maintenus au contraire comme issus de deux générations de conseillers au parlement de Bretagne. 
François Cazet, sieur de la Fontaine, oncle de l'évêque de Vannes, conseiller au parlement de Bretagne, mourut en 1637 ; il était « père spirituel » de l'église des Cordeliers de Laval. Il eut en reconnaissance sa sépulture dans la chapelle Saint-François où son fils René et Jeanne Marest, sa veuve, firent édifier par Pierre Corbineau l'autel qui existe toujours